# Next Generation ATP Finals 2023
Las Next Generation ATP Finals 2023 presentado por NEOM fue la 6.ª edición de la Next Generation ATP Finals, un torneo masculino de tenis juvenil que se celebró en Yeda (Arabia Saudita) en noviembre de 2023.
El Next Generation ATP Finals es un torneo profesional de tenis, jugado en canchas duras bajo techo, y celebrado cada año en noviembre. Las Finales Next Generation es el torneo final para los tenistas masculinos menores de 21 años, con los 7 mejores jugadores de individuales y un invitado.

## Formato
Se introdujeron varios cambios innovadores en las reglas en 2017, incluyendo el mejor a cinco sets, el primero en ganar cuatro juegos en cada set, tie break al 3 iguales, puntuación sin ventajas (elección del sacador). También hubo reglas respecto al tiempo: el partido comenzará a los 5 minutos de la entrada del segundo jugador en la cancha, un reloj para sacar de 25 segundos, un límite máximo de tiempo médico por jugador y por partido, límites en cuándo los entrenadores pueden hablar con los jugadores y el público podrá moverse durante un partido (excepto en las líneas de base).

## Clasificación
Los siete mejores tenistas masculinos, de 21 años o menores, con la mayor cantidad de puntos acumulados en los 4 torneos Grand Slam y el ATP Tour durante todo el año clasificarán al Next Generation ATP Finals 2023. Los puntos contables incluyen desde los últimos torneos Challenger posteriores al Next Generation ATP Finals 2022 y los torneos disputados en 2023 que aun mantengan puntos vigentes según las reglas del Ranking ATP; además de todos los puntos obtenidos en torneos disputados durante todo el calendario tenístico 2023.

## Jugadores clasificados

### Individuales
| #  | Jugador            | Edad | Rank | Puntos | Torneos | Fecha clasificación |
| -- | ------------------ | ---- | ---- | ------ | ------- | ------------------- |
| 1  | Arthur Fils        | 19   | 36   | 1158   | 18      | 8 de noviembre      |
| 2  | Luca Van Assche    | 19   | 66   | 687    | 25      | 8 de noviembre      |
| 3  | Dominic Stricker   | 21   | 92   | 673    | 21      | 8 de noviembre      |
| 4  | Alex Michelsen     | 19   | 94   | 653    | 25      | 20 de noviembre     |
| 5  | Flavio Cobolli     | 21   | 100  | 640    | 31      | 8 de noviembre      |
| 6  | Hamad Medjedovic   | 20   | 111  | 582    | 22      | 20 de noviembre     |
| 7  | Luca Nardi         | 20   | 118  | 533    | 27      | 20 de noviembre     |
| WC | Abedallah Shelbayh | 20   | 187  | 311    | 30      | 8 de noviembre      |

## Finales

### Individuales
| Fecha    | Hora  | Enfrentamiento  | Enfrentamiento | Enfrentamiento       | Marcador                           |
| -------- | ----- | --------------- | -------------- | -------------------- | ---------------------------------- |
| 02.12.23 | 20.00 | Arthur Fils [1] | 2-3            | Hamad Medjedovic [6] | 4-3(8-6), 1-4, 2-4, 4-3(11-9), 1-4 |